# Enid, Oklahoma
Enid är en stad (city) i Garfield County i delstaten Oklahoma i USA. Staden hade 51 308 invånare, på en yta av 191,71 km² (2020). Enid är administrativ huvudort (county seat) i Garfield County.

## Kända personer från Enid
- Glenda Farrell, skådespelare
- Owen Garriott, astronaut
- Casey Grillo, musiker
- Todd Lamb, politiker